# Copa Ciudad de La Serena

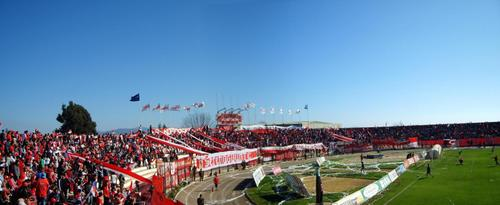
El Estadio La Portada, escenario de la Copa Ciudad de La Serena.

La  Copa Ciudad de La Serena es un torneo amistoso de fútbol, que se disputa en la ciudad nortina de La Serena. 
En el año 1998, entre el 27 de enero y el 1 de febrero, se disputó la Copa Ciudad de la Serena, también denominada, en esa oportunidad, «Copa UFA Ciudad de La Serena», y que contó con la participación de cuatro equipos europeos, dos de Croacia, uno de Hungría, uno de Polonia y dos equipos chilenos: el local Deportes La Serena y el campeón del Torneo de Clausura 1997, Colo-Colo. 
Con posterioridad, entre los años 2008 y 2009, participaron clubes profesionales, tanto chilenos como argentinos; mientras que en la más reciente versión, disputada en 2011, lo hicieron las selecciones nacionales de Chile y de Paraguay.
En enero de 2017, tras seis años, se disputó nuevamente el certamen; esta vez, en un triangular especial, cuyo campeón resultó ser Universidad de Chile.

## Historial
Esta tabla muestra las principales posiciones de la Copa Ciudad de La Serena. Para más información sobre un torneo en particular, véase la página especializada de ella en Detalle.
| Año          | Formato       | Campeón                           | Subcampeón                 |
| ------------ | ------------- | --------------------------------- | -------------------------- |
| 1980 Detalle | Cuadrangular  | Deportes Aviación Chile           | Banfield Argentina         |
| 1990 Detalle | Cuadrangular  | Deportes La Serena Chile          | Unión Española Chile       |
| 1998 Detalle | Hexagonal     | Croacia Zagreb Croacia            | Hajduk Split Croacia       |
| 2008 Detalle | Cuadrangular  | Universidad de Chile Chile        | Deportes La Serena Chile   |
| 2008 Detalle | Partido único | Estudiantes de La Plata Argentina | Universidad de Chile Chile |
| 2009 Detalle | Partido único | Colo-Colo Chile                   | Deportes La Serena Chile   |
| 2011 Detalle | Partido único | Chile                             | Paraguay                   |
| 2017 Detalle | Triangular    | Universidad de Chile Chile        | Belgrano Argentina         |
| 2018 Detalle | Partido único | Universidad Católica Chile        | Colo-Colo Chile            |

## Palmarés
| Equipo                  | País      | Campeón          | Subcampeón       |
| ----------------------- | --------- | ---------------- | ---------------- |
| Universidad de Chile    | Chile     | 2 (2008-I, 2017) | 1 (2008-II)      |
| Deportes La Serena      | Chile     | 1 (1990)         | 2 (2008-I, 2009) |
| Deportes Aviación       | Chile     | 1 (1980)         | 0                |
| Croacia Zagreb          | Croacia   | 1 (1998)         | 0                |
| Estudiantes de La Plata | Argentina | 1 (2008-II)      | 0                |
| Colo-Colo               | Chile     | 1 (2009)         | 1 (2018)         |
| Chile                   | Chile     | 1 (2011)         | 0                |
| Universidad Católica    | Chile     | 1 (2018)         | 0                |
| Hajduk Split            | Croacia   | 0                | 1 (1998)         |
| Paraguay                | Paraguay  | 0                | 1 (2011)         |
| Unión Española          | Chile     | 0                | 1 (1990)         |
| Belgrano                | Argentina | 0                | 1 (2017)         |